# Casa Botines
Casa Botines is een Catalaans modernistisch gebouw in León, ontworpen door Antoni Gaudí. Het werd gebouwd in 1892. Het werd aanvankelijk gebruikt als een verkoopplaats voor kledingstoffen en op de bovenste etages waren appartementen. Later werd het een bankkantoor en tegenwoordig is in het gebouw een museum over Gaudi, Spaanse kunst uit de 19e en 20e eeuw en de geschiedenis van het gebouw zelf.

## Aanloop
Terwijl Gaudí bezig was met de bouw van het bisschoppelijk paleis van Astorga, adviseerde zijn vriend Eusebi Güell hem een opdracht aan te nemen voor een groot gebouw in het centrum van León. De opdrachtgevers waren Simón Fernández en Mariano Andrés. Zij wilden een verkoopplek voor hun groothandel in kledingstoffen en diverse woningen. De bijnaam van het huis komt van de achternaam van de voormalige eigenaar van het bedrijf, Joan Homs i Botinàs.
Oorspronkelijk gingen de plannen uit naar een groter gebouw. De eigenaren hadden een perceel gekocht van bijna 2400 m² voor 17.000  peseta's. De buurman en eigenaar van Palacio de los Guzmanes was fel tegen deze ambitieuze bouwplannen omdat het zijn paleis aan het zicht zou onttrekken. Een rechtszaak volgde en de rechter gaf alleen toestemming voor een kleiner gebouw op 800 m².

## Bouwplannen en bouw
In december 1891 zond Gaudi zijn plannen naar de opdrachtgevers en de werkzaamheden begonnen op 4 januari 1892. De bouw verliep spoedig en tien maanden later was het werk gereed. Het beeld van Sint-Joris en de draak boven de hoofdingang werd een jaar later geplaatst.
Voor dit terrein ontwierp Gaudi een gebouw met een middeleeuwse uitstraling en tal van neogotische kenmerken. Het telt vier verdiepingen, een souterrain en een zolder. Gaudí koos voor een schuin dak en plaatste torens in de hoeken om de neogotische uitstraling te versterken. Om de kelder te ventileren en te verlichten, creëerde hij een gracht bij twee van de vier gevels.
Op de onderste verdieping waren de bedrijfskantoren. Er werden dunne gietijzeren pilaren ter ondersteuning gebruikt waardoor de ruimte zeer open is. De woningen liggen op de eerste en hogere verdiepingen en zijn toegankelijk via deuren in de zij- en achtergevels. De hoofdingang van het gebouw wordt bekroond door een smeedijzeren inscriptie met de naam van het bedrijf en door een stenen beeld van Sint-Joris terwijl hij een draak doodt. Tijdens de restauratie van het gebouw in 1950 ontdekten arbeiders een loden buis onder het beeldhouwwerk met de originele plannen ondertekend door Gaudí en krantenknipsels uit die tijd.
De fundering van het Casa Botines was onderwerp van discussie tijdens de bouw. Gaudí gebruikte een lichte basis en lokale deskundigen drongen aan op een steviger en dieper fundament. Speculaties dat het gebouw tijdens de bouw zou instorten zijn niet uitgekomen en er zijn nooit problemen met de fundering opgetreden. De buitenmuren hebben een dragende functie waardoor intern met een lichtere constructie kan worden volstaan.
Op het schuine dak zijn zes dakramen ingebouwd. Hieronder liggen schachten die tot het plafond van de bedrijfskantoren reiken. Deze schachten, voorzien van ramen in de muren, zorgen voor daglicht en ventilatie voor alle tussengelegen verdiepingen.

## Gebruik
In 1929 werd het gebouw gekocht voor 750.000 peseta's door een bank, Caja de Ahorros y Monte de Piedad de León. In 1931 werd het verbouwd om bankzaken te kunnen uitvoeren. De centrale trap werd verwijderd en de houten balies werden vervangen door balies van marmer en glas. Op 24 augustus 1969 werd het huis een nationaal monument. In 1990 fuseerde de bank met vier andere spaarbanken en nam de naam Caja España aan. In 1996 werden diverse restauratiewerkzaamheden gedaan die werden beloond met de Europa Nostra-prijs in 1998. Het gerenoveerde gebouw werd het hoofdkantoor van de spaarbank. Na de fusie van Caja España en Caja Duero werd in 2016 de Fundación España-Duero opgericht en werd Casa Botines omgebouwd tot een museum. De officiële opening vond plaats op 23 april 2017.

## Fotogalerij

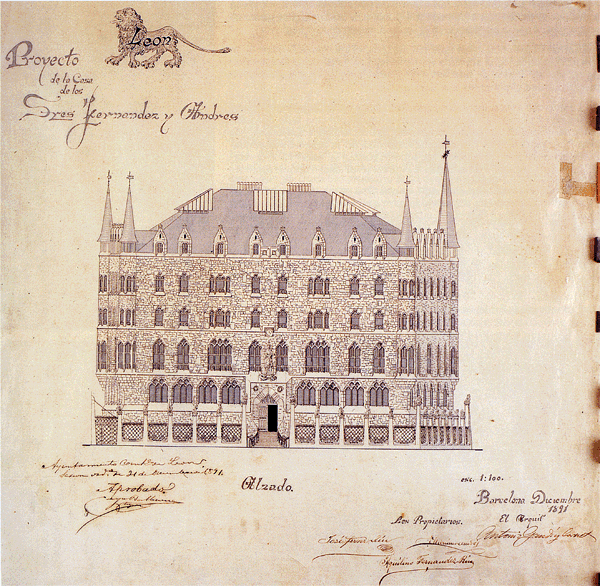
Originele bouwtekening
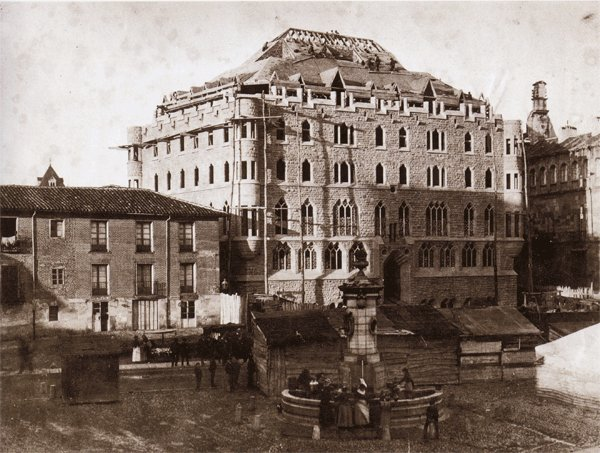
Tijdens de bouw
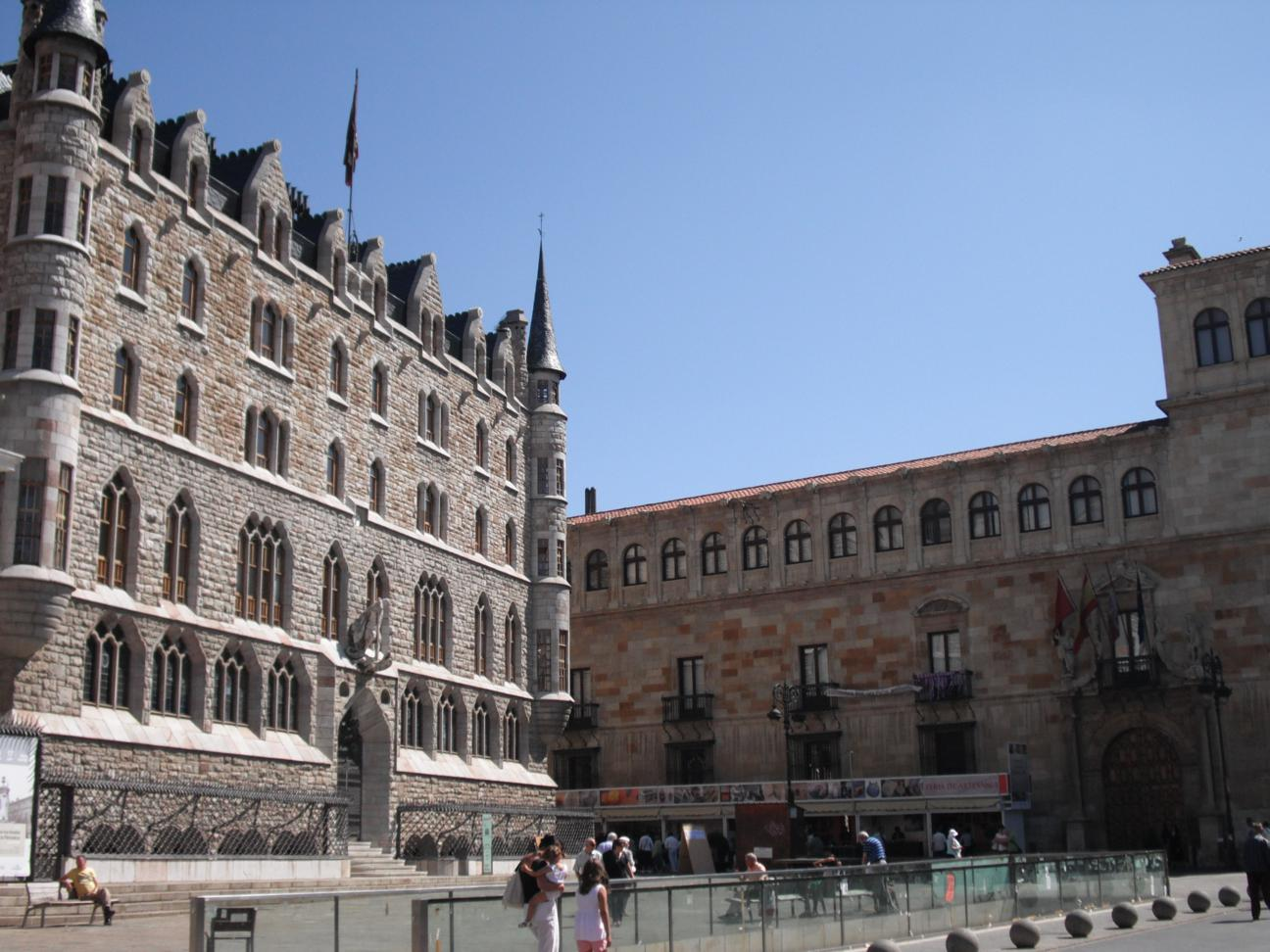
Casa Botines en rechts Palacio de los Guzmanes
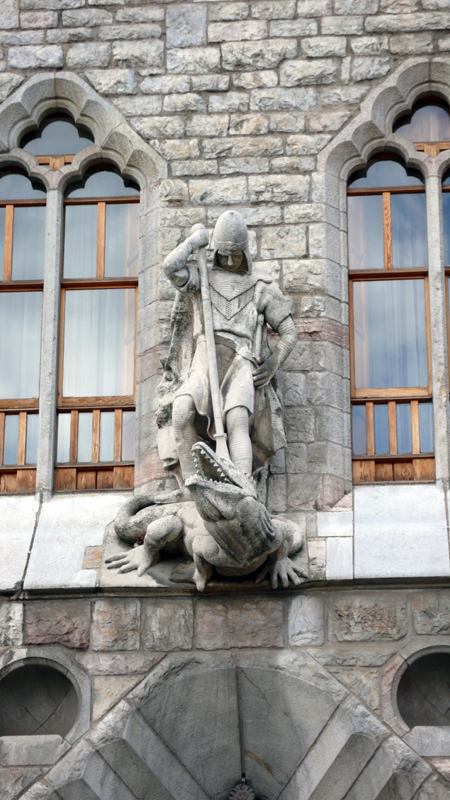
Sint-Joris boven de hoofdingang
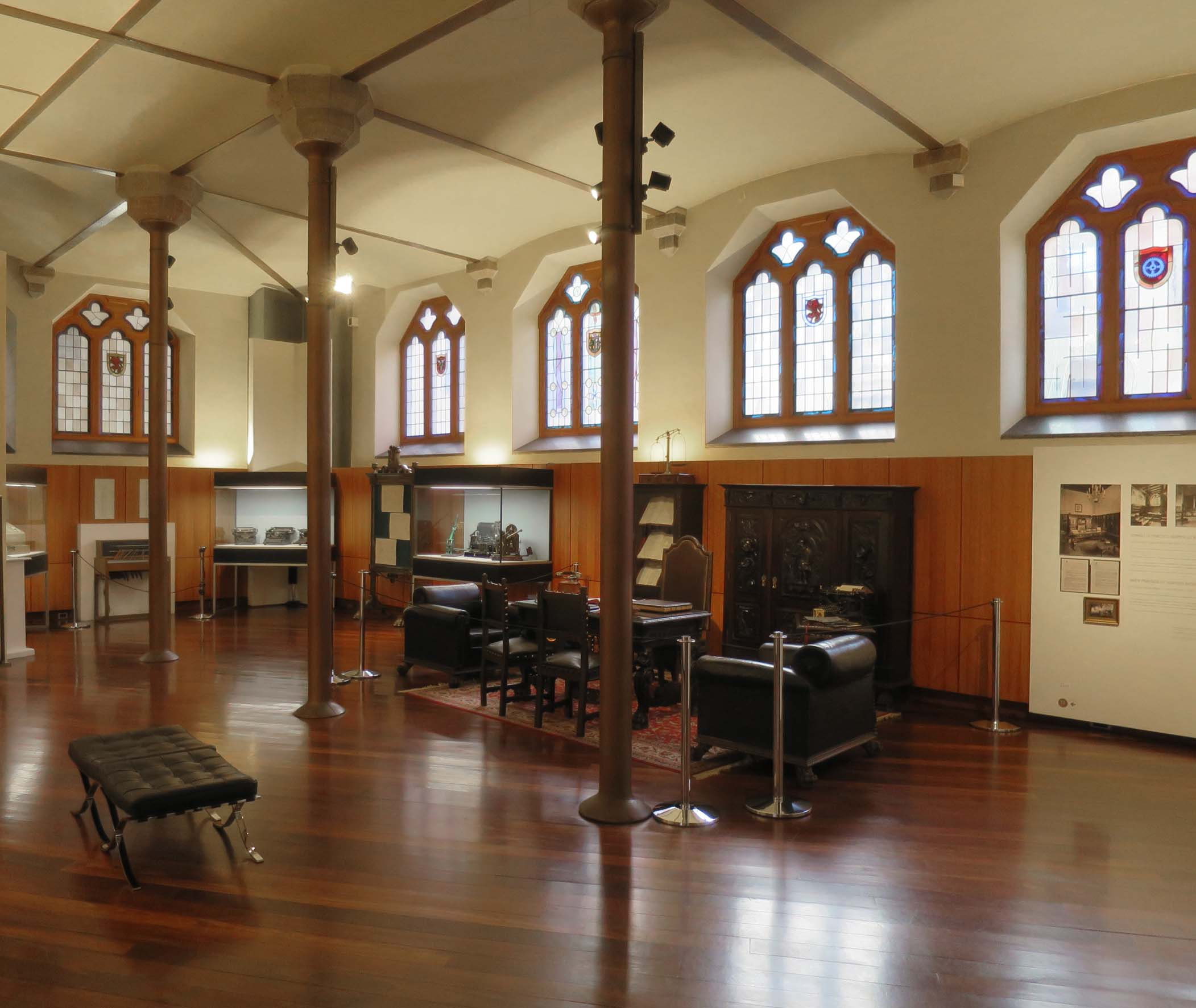
Verkoopruimte op de benedenverdieping in de tijd als spaarbank

## Naslagwerken
- (es)  AA.VV. El edificio Gaudí de León. Casa Botines, Caja España (2000) ISBN 84-87739-86-5
- (es)  Algorri García León, Casco Antiguo y Ensanche; Guía de Arquitectura, Colegio Oficial de Arquitectos de León (2000) ISBN 84-607-1207-9

- Biblioteca Nacional de España: XX170390
- Gemeinsame Normdatei: 1032386614
- Système universitaire de documentation: 14935116X
- Virtual International Authority File: 296475447
- WorldCat: E39PBJxxd69g6kf3rGrbyWYkjC